# Charles-Émile Pilet-Haller
Charles-Émile Pilet-Haller, né à Vich le 12 septembre 1858 et mort à Lausanne le 28 avril 1905, est un enseignant, violoniste et chef de chœur vaudois.

## Biographie
Charles-Émile Pilet-Haller s'intéresse au violon et au chant, comme semble en témoigner le fait qu'il vive en pension chez Charles César Dénéréaz. Dès 1875, il parfait sa formation musicale en Allemagne, à Weimar, centre culturel important qui rayonne de l'influence de Liszt et fréquenté par Wagner. Ce premier séjour à Weimar est suivi d'un second, en 1877, lors duquel le jeune musicien espère perfectionner suffisamment son jeu au violon: il désire en effet se rendre à Berlin, où il espère vainement recevoir l'enseignement de Joseph Joachim.
Parti pour rencontrer Wagner, Joachim et Liszt, Charles-Emile Pilet-Haller se rend vite compte de leur inaccessibilité. Il rencontre néanmoins bon nombre de musiciens qui lui enseignent leur savoir, dont un genevois nommé Breitenstein, un certain Maître Wahlbrüll, un dénommé Pohlig pour le piano et Sultze pour la composition. Ce réseau qu'il parvient à mettre en place lui permet de perfectionner son jeu musical. Il part encore à Rome en 1878 étudier le violon chez Pinelli, ancien élève de Joseph Joachim, puis il fréquente de nouveau Weimar en 1879. À la fin de ces années d'apprentissage, il publie Six caprices pour violon seul chez Rieter-Biedermann en 1883. De retour à Lausanne, il est nommé maître de violon à l'École Normale le 17 décembre 1877, en remplacement de Charles-César Dénéréaz. Il occupe effectivement le poste durant vingt-cinq ans, de 1880 à son décès en 1905. Il s'installe alors définitivement à Lausanne et marque la vie musicale locale de son empreinte. En 1885, il est ainsi nommé à la tête de l'Orphéon, chœur d'hommes à quatre voix. Cette activité le conduit à publier Le Ménestrel, choix de chœurs pour voix d'hommes en 1887. Cette même année, il crée et dirige la Fanfare de Lausanne, qui devient l'Harmonie lausannoise en 1900, et dont le premier concert est donné avec succès le 22 septembre 1887 à la grande salle de Tivoli. En 1890, il accepte encore la direction du Frohsinn de Lausanne. Enfin, en 1896, il est élu comme membre de la commission de musique de la Société des chanteurs vaudois. Il continue à cette période à se produire comme soliste dans plusieurs concerts de musique de chambre.
Sa santé se dégrade pourtant rapidement: en 1893, victime d'une première alerte, il sollicite un congé à l'école normale et démissionne du Frohsinn jusqu'en 1898. Après un rétablissement durable, il retombe en malade en 1900 et démissionne cette fois-ci de l'Orphéon et de l’Harmonie lausannoise. Il quitte finalement le Frohsinn en 1904. Marié depuis 1885 à Julia Haller, père de sept enfants, Charles-Emile Pilet Haller décède dans sa villa "Mon Caprice" à Lausanne le 28 avril 1905, des suites d'une longue maladie.

## Sources
- « Charles-Émile Pilet-Haller », sur la base de données des personnalités vaudoises sur la plateforme « Patrinum » de la Bibliothèque cantonale et universitaire de Lausanne.
- Burdet, Jacques, La musique dans le canton de Vaud au XIXe siècle, Lausanne, Payot, 1971
- Pilet, Jean-Marie, Charles-Emile Pilet-Haller : musicien vaudois: 1858-1905, Lausanne, J.M. Pilet, 2000
- "Lausanne: Mort de Charles Pilet Haller", Feuille d'avis de Lausanne, 1905/04/29
- "Lausanne: Mort de Charles Pilet Haller", Tribune de Lausanne, 1905/04/29.